# An sich
An sich (per se) und für sich (für uns) sind Begriffe der philosophischen Fachsprache. Mit „an sich“ bezeichnet man Gegenstände und Tatsachen, insofern sie unabhängig vom Bewusstsein einer Person sind. Den Gegensatz hierzu bilden Gegenstände, insofern sie „für uns“ sind, also uns in einer bestimmten Weise subjektiv erscheinen. Zahlreiche Theoretiker vertreten die Auffassung, dass bei bestimmten Typen von Objekten deren Ansichten „für uns“ und ihre Beschaffenheit „an sich“ systematisch verschieden sind. Dieser Unterschied wird differenziert erklärt. Von einigen Philosophen wird er bestritten.
Umgangssprachlich bezeichnet „an sich“ einen Gegenstand als solchen oder eine Tatsache als solche. Die Verwendung ist jedoch meistens einschränkend. So lässt die Aussage: „Das Erlebnis war an sich schön“ eine Erläuterung erwarten, welche Aspekte oder Rahmenbedingungen bei dem Erlebnis weniger schön waren.

## Begriffsgeschichte
Der Begriff „an sich“ ist eine Übersetzung des griechischen kath’auto bzw. des lateinischen per se und bezeichnet, was einem Seienden von sich aus, seinem Wesen nach, zukommt. Bereits Demokrit unterschied die Atome, denen allein echte Wahrheit zukommt, von den Sinnesqualitäten, die durch Meinung entstehen. Systematisch ausgearbeitet ist der Unterschied zwischen Objekten „an sich“ und „für uns“ bereits in der Epistemologie, Ontologie und Logik des Aristoteles:

„Dass nun bei demjenigen, was als ein Erstes und ein an sich Seiendes bezeichnet wird, das Wesen des Einzelnen mit dem Einzelnen selbst ein und dasselbe ist, das ist offenbar.“

Viele scholastische Denker knüpfen an Aristoteles an. So wird etwa das dingliche Sein (esse in re) dem Gedachtsein (esse in intellectu) gegenübergestellt. Der Mensch kann das Wesen der Dinge nur mit einer intuitiven Erkenntnis erfassen (Duns Scotus und später Spinoza). Demgegenüber sind die im menschlichen Verstand gebildeten Vorstellungen (imaginatio) nur begrenzt.
Bei Leibniz sind die durch die Sinne vermittelten Vorstellungen bloß „verworren“. Erst die Verstandeserkenntnis führt zu klaren Vorstellungen. Die Unterscheidung des „an sich“ von den Erscheinungen findet sich u. a. bereits bei Christian Wolff und Johann Heinrich Lambert, zwei Denkern, die Immanuel Kant beeinflussten.

## Ding an sich bei Kant
Bei Kant spielt das „Ding an sich“ eine zentrale Rolle in der Kritik der reinen Vernunft. Bei ihm ist das „an sich“ ein Sein unabhängig von den Anschauungsformen, aber auch von den Formen des Denkens. Das Ding an sich (auch: die Dinge an sich) ist als solches nicht erkennbar und steht den Verstandesgegenständen als Erscheinungen gegenüber. Nur die Erscheinungen sind der menschlichen Erkenntnis zugänglich.

„Der Idealismus besteht in der Behauptung, daß es keine andere als denkende Wesen gebe, die übrige Dinge, die wir in der Anschauung wahrzunehmen glauben, wären nur Vorstellungen in den denkenden Wesen, denen in der That kein außerhalb diesen befindlicher Gegenstand correspondirte. Ich dagegen sage: es sind uns Dinge als außer uns befindliche Gegenstände unserer Sinne gegeben, allein von dem, was sie an sich selbst sein mögen, wissen wir nichts, sondern kennen nur ihre Erscheinungen, d. i. die Vorstellungen, die sie in uns wirken, indem sie unsere Sinne afficiren. Demnach gestehe ich allerdings, daß es außer uns Körper gebe, d. i. Dinge, die, obzwar nach dem, was sie an sich selbst sein mögen, uns gänzlich unbekannt, wir durch die Vorstellungen kennen, welche ihr Einfluß auf unsre Sinnlichkeit uns verschafft, und denen wir die Benennung eines Körpers geben; welches Wort also blos die Erscheinung jenes uns unbekannten, aber nichts desto weniger wirklichen Gegenstandes bedeutet. Kann man dieses wohl Idealismus nennen? Es ist ja gerade das Gegentheil davon.“

## An und für sich bei Hegel
In Hegels Philosophie geht es um die spekulative Überwindung der Subjekt-Objekt-Spaltung.
Gibt es die Vorstellung eines Dinges an sich (Kant), eines Objektes unabhängig von uns, so wird darin ein Mangel erkennbar. Die Einheit aller Dinge ist unterbrochen.
Haben andererseits Menschen subjektiv für sich die Wahrheit gepachtet, so wird darin ein Mangel erkennbar. Wieder ist die Einheit aller Dinge unterbrochen. Diese Spaltung ist ein berühmtes Kernproblem der Philosophie und kennzeichnet den Gegensatz von Realismus und Idealismus. In Hegels Dialektik hebt der spekulative Geist diese Spaltung auf. Es wird mit der Zusammenstellung der Gegensätze:
an sich und für uns
in einem Ausdruck „an und für sich“ die Einheit der Welt und des Geistes spekulativ als Synthese fusioniert.

## Verwendung bei Sartre
In Jean-Paul Sartres philosophischem Werk Das Sein und das Nichts sind die Begriffe An sich und Für sich zwei wichtige Kategorien. Das Für sich ist das menschliche Bewusstsein, die menschliche Realität oder auch einfach der Mensch. Sartre grenzt diese Begriffe nicht voneinander ab und benutzt sie bedeutungsgleich. Das An sich hingegen ist alles, was dem Bewusstsein transzendent ist, so die Dinge in der Welt. Die zentrale Aufgabe von Das Sein und das Nichts ist es nun, nicht einem Dualismus von An sich und Für sich zu verfallen, sondern eine Verbindung zwischen beiden zu finden.